# (4212) Sansyu-Asuke
(4212) Sansyu-Asuke ist ein Hauptgürtelasteroid, der am 28. September 1987 von Kenzō Suzuki und Takeshi Urata vom Observatorium in Toyota entdeckt wurde.
Der Asteroid wurde am 26. November 2004 nach Sanshū-Asuke (japanisch 三州足助) und dessen landschaftlich reizvoller Gegend in Toyota, Präfektur Aichi benannt.